# Curt Witte
Curt Witte (* 7. Juli 1882 in Schlüsselburg an der Weser; † 1. November 1959 in Hannover) war ein deutscher Maler.

## Leben
Curt Witte wurde am 7. Juli 1882 in Schlüsselburg an der Weser geboren. Aufgewachsen ist er in Osnabrück. Sein Vater war der Hotelier Heinrich Witte, Besitzer des Osnabrücker Centralhotels. Am Ratsgymnasium Osnabrück machte er sein Abitur. 
Seine künstlerische Ausbildung erhielt er an zunächst an der Kunstakademie München, er wechselte dann später an die Kunstakademie Berlin. Ab 1902 besuchte er die Kunstakademie Karlsruhe, hier war er Schüler bei Ludwig Schmid-Reutte. In Rom machte er ein Studium der Bildhauerei bei Artur Volkmann.  
Nach einer anfänglich bildhauerischen Ausrichtung, wendete sich Curt Witte zu Beginn des 20. Jahrhunderts der Malerei zu. Ab etwa 1906 beteiligt er sich an zahlreichen Ausstellungen. Zwischen 1911 und 1912 lebte er in den Künstlerkolonien Worpswede und Fischerhude. 1912 wurde er von Hans Olde als pädagogische Hilfskraft an die Kunstakademie Kassel gerufen. 1912 heiratete er die Künstlerin Clara Pelz (1886–1956), sie war die Tochter des Osnabrücker Ehrenbürgers und Geheimen Sanitätsrates Siegfried Pelz. 
1916 wurde Curt Witte zum Professor an der Kasseler Kunstakademie ernannt. Im Ersten Weltkrieg wurde er als Unteroffizier bei einer Fliegerabteilung eingesetzt. Von 1925 bis 1932 wurde er Direktor der Kunstakademie Kassel. Aufgrund der 2. Preußischen Notverordnung wurde die Kunstakademie Kassel 1932 geschlossen. Als Ausgleich für den Verlust der Direktorenstelle wurde Witte die Leitung der Villa Romana in Florenz angetragen. Während der Zeit des Nationalsozialismus wurde er 1935, aufgrund der jüdischen Abstammung seiner Frau, von seinem Posten bei der Villa Romana entlassen und in den Ruhestand versetzt. Witte zog mit seiner Frau Clara nach Hannover-Buchholz. Auch unter dem Druck der neuen Machthaber gab er die Ehe zu seiner jüdischen Frau nicht auf und so konnte sie die Zeit des Nationalsozialismus überleben. Curt Witte verstarb am 1. November 1959 in Hannover. 
Der Kunsthistoriker Rainer Zimmermann zählt Curt Witte zu den Vertretern der Verschollenen Generation und des Expressiven Realismus.

## Schüler
- Carl Döbel
- Erwine Esk
- Gertrud von Hassel
- Karl Leyhausen
- Richard Sprick
- Josef Wedewer